# Wengi
Wengi (toponimo tedesco) è un comune svizzero di 617 abitanti del Canton Berna, nella regione del Seeland (circondario del Seeland).

## Monumenti e luoghi d'interesse
- Chiesa riformata (già di Santa Maria e di San Maurizio), eretta nell'VIII-IX secolo e ricostruita nel XIII secolo e nel 1521[1].

## Società

### Evoluzione demografica
L'evoluzione demografica è riportata nella seguente tabella:
Abitanti censiti

## Amministrazione
Ogni famiglia originaria del luogo fa parte del cosiddetto comune patriziale e ha la responsabilità della manutenzione di ogni bene comune.